# Lijst van burgemeesters van Graafstroom
Dit is een lijst van burgemeesters van de voormalige Nederlandse gemeente Graafstroom in de provincie Zuid-Holland. Deze gemeente werd gesticht op 1 januari 1986 en bestond tot 1 januari 2013, toen zij opging in de gemeente Molenwaard.
| Ambtsperiode                      | Naam burgemeester                     | Partij of stroming | Bijzonderheden |
| --------------------------------- | ------------------------------------- | ------------------ | -------------- |
| 1 januari 1986 - 1 september 1999 | Gerrit (G.W.) Abbring                 | CDA                |                |
| 16 september 1999 - 1 juli 2005   | Jan (J.) van Belzen                   | SGP                |                |
| 1 juli 2005 - 1 maart 2006        | Loes (L.H.M.) van Ruijven-van Leeuwen | CDA                | waarnemend     |
| 1 maart 2006 - 31 december 2012   | Dirk (D.R.) van der Borg              | CDA                |                |